# سن-مارتن-دو-باول
سن-مارتن-دو-باول (به فرانسوی: Saint-Martin-de-Bavel) یک کمون در فرانسه است که در Canton of Virieu-le-Grand واقع شده‌است.

## خصوصیات
سن-مارتن-دو-باول ۸٫۵۰ کیلومترمربع مساحت و ۴۵۷ نفر جمعیت دارد و ۳۳۹ متر بالاتر از سطح دریا واقع شده‌است.